# Sardinella melanura
Sardinella melanura es una especie de pez de la familia Clupeidae en el orden de los Clupeiformes.

## Morfología
• Los machos pueden alcanzar 15,2 cm de longitud total.

## Hábitat
Es un pez marino que se encuentra en áreas de clima tropical (26 ° N-23 ° S, 37 ° E, 179 ° W) hasta los 50 m de profundidad.

## Distribución geográfica
Se encuentra desde el Golfo de Adén hasta Madagascar, Mauricio, el Mar de Arabia, el noroeste de la India, Indonesia y Samoa.

## Costumbres
Forma bancos en las aguas costeras.

## Observaciones
Es considerado un buen cebo en la pesca del atún.